# Bart Ettekoven
Bart Ettekoven (Den Haag, 5 maart 1972) is een Nederlandse televisiepresentator en voice-over werkzaam bij SBS6.

## Levensloop
Tijdens zijn schoolperiode was Ettekoven werkzaam bij Club Veronica. Later verkreeg hij de rol van David Harkema in Goede tijden, slechte tijden. Nadat hij bij RTL 5 nog de programma's Megafestatie TV en het computerprogramma Dubbelklik had gepresenteerd, maakte hij de overstap naar SBS6. Hier presenteerde hij gedurende drie jaar de Top 40 en het dagelijkse programma Tabloid. Ettekoven werkte ook jaren als eindredacteur van het dagelijkse showbizzprogramma Shownieuws en verder is hij een van de vaste voice-overs van de zender. Na jaren bij SBS6 stapte Ettekoven in oktober 2010 over naar RTL Boulevard, waar hij de eindredactie ging doen. Wel bleef hij als voice-over verbonden aan SBS6 en Net5.
In 2012 werd Ettekoven adjunct-hoofdredacteur van het tijdschrift Weekend. Sinds 2018 is Bart hoofdredacteur van Weekend. Daarnaast is hij vaak te zien bij Shownieuws.

## Privé
Ettekoven is getrouwd.

## Programma's

### Presentator/acteur
- Shownieuws Live (SBS6)
- Goede tijden, slechte tijden als David Harkema (RTL 4)
- Oppassen!!! (VARA) als Rob (afl. Takkewijf, 1991)
- Megafestatie Live (RTL 5)
- Dubbelklik (RTL 5)
- Top 40 (SBS6)
- Tabloid (SBS6)
- Rabo Top 40 Music Tour - 200 optredens
- Malibu Mega Show - 150 optredens
- Stadsradio Den Haag/Rotterdam

### Voice-over (voormalig)
- De Afvallers (SBS6)
- Gastarbeiders (SBS6)
- Zon, zee en 112 (Net5)
- Groeten uit de Rimboe (SBS6)
- Groeten Terug (SBS6)
- Goochelaars ontmaskerd (SBS6 en Veronica)
- De Reisleider (SBS6, 2005)
- Shownieuws (SBS6)
- Perfect (Veronica)
- De Dikste (SBS6)
- De Tuinruimers (SBS6)
- Puinruimers (SBS6)
- Probleemwijken (SBS6)
- Tabloid (SBS6)
- Exclusief (SBS6)
- 25 jaar Beatrix (SBS6)
- Brunettes (Net5)
- Maxima Journaal (SBS6)
- Tienermoeders (SBS6)
- Diverse reclameboodschappen op radio en televisie
- Gerard Jolings concert For Your Eyes Only in Spaarnwoude